# 奧齊·史密斯
歐斯伯恩·厄爾·「奧齊」·史密斯（英語：Osborne Earl "Ozzie" Smith，1954年12月26日—），綽號「巫師」，為美國職棒大聯盟的游擊手。職業生涯效力過教士與紅雀兩隊。
史密斯生涯入選15次明星賽，連續13年拿下金手套獎。生涯以游擊手身分出賽2511場比賽至今仍是國聯紀錄。儘管他生涯僅敲出28轟，他仍在1987年拿下生涯唯一一座銀棒獎，並在2002年入選名人堂。
1982年，轉到紅雀隊第一年的史密斯馬上幫助球隊拿下世界大賽冠軍。1985年國聯冠軍賽第5場，他敲出再見全壘打幫助球隊闖進世界大賽。1995年，史密斯因為肩膀受傷缺席3個月，加上隔年與總教練托尼·拉·魯薩關係逐漸失和，因此他選擇在1996年球季結束後退休。

## 職業生涯

### 聖地牙哥教士
史密斯在1977年大聯盟選秀於第四輪被教士隊選走。他很受到當時教士隊總教練艾爾文·達克的青睞，就算達克在隔年球季被炒魷魚，史密斯還是在1978年季中登上大聯盟。
史密斯登上大聯盟沒過多久就已讓許多人記住他的名字，他在生涯前10場比賽就曾做出被認為是他職業生涯最精采的美技守備。當時勇士隊的傑夫·布羅斯擊出滾地球，史密斯在球即將穿越時精彩撲下，而且還是以徒手接球的方式起身快傳一壘。這年他的打擊率為2成58，守備率為9成70。他在新人王票選上拿下第二，僅次於勇士隊新秀Bob Horner。
儘管他在休賽季找了打擊教練來教他打擊，史密斯在1979年的前32個打席仍無法順利擊出安打。這年他的打擊率僅2成11，僅打回27分打點。
1980年，史密斯寫下游擊手單季最多的621次助攻。這年他也首次拿下金手套獎。當地報社Yuma Sun也給了史密斯一個綽號「The Wizard of Oz」，形容史密斯的防守功力就像巫師般神奇。1981年，他也首度入選明星賽。

#### 交易
史密斯其實一直和教士高層發生不合，與此同時，紅雀隊游擊手Garry Templeton也和球隊發生嫌隙。1981年8月26日，Garry Templeton在某次擊出滾地球並未跑壘，結果球迷給予他噓聲伺候時他以不雅手勢回敬，這也導致他被紅雀隊總教練強迫坐板凳。
由於雙方都想脫手各自的游擊手，因此兩隊達成協議。1981年12月10日，教士把史密斯、Steve Mura和一名日後指定球員交易至紅雀，換來Garry Templeton、Sixto Lezcano和一名日後指定球員。

### 聖路易紅雀

#### 1982年–1984年
1982年4月，剛轉到紅雀隊不久的史密斯便迎來了他的長子Osborne，也就是後來的創作型歌手Nikko Smith。這年紅雀隊升上了菜鳥外野手威利·麥基，為了幫助麥基更快適應大聯盟，史密斯便開始教導麥基。
1982年國聯冠軍賽，紅雀隊勢如破竹，以3比0橫掃勇士晉級。該年世界大賽，雖然紅雀一度以1勝3敗落後，不過他們硬是把戰線追平。第7場，紅雀在6局下落後2分，不過史密斯靠著積極跑壘搶下第2分，也讓球隊攻下3分大局。最終以6比3逆轉贏球拿下冠軍金盃。
拿下冠軍後，紅雀隊給了史密斯1年100萬美元的價碼。1983年，史密斯首度入選明星賽先發游擊手，並持續連莊金手套獎。1984年7月，史密斯因為被觸身球擊中手肘而進入傷兵名單。儘管他在1個月後回歸，卻仍無法帶領球隊闖進季後賽。

#### 1985年–1986年
1985年，史密斯繳出2成76的打擊率與31次盜壘的成績。球隊單季也拿下101勝順利闖進季後賽。國聯冠軍賽第5場，道奇隊在2比2平手時推出終結者Tom Niedenfuer上場投球。結果史密斯在1出局後上場敲出再見全壘打。
第6場，紅雀隊的Jack Clark敲出致勝轟，幫助紅雀晉級世界大賽。他們在世界大賽上先以3勝2敗領先皇家，不過第6場後段，Jorge Orta敲出滾地球遭到刺殺，一壘審Don Denkinger卻判決安全上壘。這個誤判最終讓皇家隊1分險勝，而且也以大比分贏下第7場。
這年史密斯傷到了旋轉肌，不過他並未讓太多人知道。他默默進行手術一直到隔年球季才完全傷癒。

#### 1987年–1990年
1987年，史密斯繳出3成03的打擊率，另有43次盜壘成功與75分打點。他也因此拿下銀棒獎。這年的國聯冠軍賽，紅雀與巨人鏖戰7場靠著史密斯的三壘安打才驚險晉級。
他們在世界大賽遇上雙城，這場系列賽全都由主場球隊獲勝，最終雙城4勝3敗勝出。而史密斯在系列賽得到3分和2分打點，並在MVP票選上拿下第二名。球季結束後，他獲得了當時大聯盟的最大合約—234萬美元。
然而紅雀在1980年代的季後賽之旅就到此結束，儘管史密斯持續入選明星賽和榮獲金手套獎，他還是無法幫助球隊闖進季後賽。此外，紅雀隊老闆Gussie Busch在1989年去世，總教練Herzog也在1990年球季中辭退。紅雀也因此進入轉型。

#### 1990年–1995年
1990年，紅雀聘請喬·托瑞擔任總教練，然而托瑞執教的前五年還是無法將球隊送進季後賽。1992年，這年剛好是紅雀成立的100週年，史密斯也在這年4月26日達成個人生涯500盜。一個月後，史密斯敲出個人生涯2000安。球隊在6月1日還在分區排名第一，然而傷痛卻找上了史密斯與其他球員。最後海盜拿下了分區第一，紅雀最後掉到分區第三。 而這年辛普森家庭第三季的第17集「Homer at the Bat」邀請了許多棒球員進行配音，而史密斯也是其中一員。球季結束後，史密斯首度成為自由球員，不過最後他仍和紅雀續約。
這年他又拿下一座金手套獎，完成了游擊手史無前例的金手套獎13連霸。隔年他的打擊率為2成88，但他也中斷了連續入選明星賽的個人紀錄。1995年5月底，他因為肩膀受傷而缺席長達3個月的賽事。最後他仍獲得羅伯托·克萊門特獎。

#### 1996年
這年史密斯與妻子離婚，同時球隊又簽下了年輕游擊手Royce Clayton。儘管史密斯在春訓繳出2成88打擊率與0次失誤的好表現，反觀Clayton的打擊率僅1成90，還發生多達8次失誤。然而總教練拉·魯薩還是給了Clayton機會，這也導致史密斯與總教練發生嫌隙。

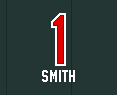
1996年，紅雀隊將史密斯的1號球衣退休。

球季開打的第一個月，史密斯因繩肌受傷進了傷兵名單。後來在5月中，總教練詢問史密斯是否要被交易，而史密斯選擇球季結束後退休。這年他入選了明星賽，而且打擊率從6月的2成39上升至9月的2成86。1996年9月28日，紅雀隊也宣布史密斯的一號球衣將在球季結束後退休。
1996年國家聯盟分區賽，史密斯在第二戰擔任先發。最後紅雀3連勝橫掃教士。
1996年國家聯盟冠軍賽，史密斯在第一戰擔任先發。雖然他在守備上有好表現，然而他四個打席全都掛蛋，紅雀也輸掉第一戰。紅雀後來連勝3場，然而史密斯都沒有上場。第五戰，史密斯再度上陣。然而他還是一支安打都敲不出來，最後紅雀在3勝1敗時遭到勇士逆轉。
另外，史密斯生涯合計共9396個打席，但卻沒有敲出過任何滿貫砲。至今仍是大聯盟紀錄。

## 生涯打擊數據
| 出賽場次 | 打席  | 打數 | 得分 | 安打 | 二安 | 三安 | 全壘打 | 打點 | 盜壘 | 保送 | 三振 | 打擊率 | 上壘率 | 長打率 | 觸身球 |
| -------- | ----- | ---- | ---- | ---- | ---- | ---- | ------ | ---- | ---- | ---- | ---- | ------ | ------ | ------ | ------ |
| 2573     | 10778 | 9396 | 1257 | 2460 | 402  | 69   | 28     | 793  | 580  | 1072 | 589  | .262   | .337   | .328   | 33     |

## 個人生活
史密斯目前育有2子1女，其中大兒子Nikko Smith是一名創作型歌手。Nikko在2005年曾經入選大型歌手選拔節目美國偶像第四季的前十強。2012年，史密斯在拍賣會上賣掉他全數獲得的金手套獎盃，並獲得了50萬美元。

## 外部連結
- 球員資訊和成績在MLB，ESPN，Baseball-Reference，Fangraphs（英文）
- 奧齊·史密斯在台灣棒球維基館上的頁面（繁體中文）